# Jan Řídký
Jan Řídký (* 1951 Lysá nad Labem) je český fyzik zabývající se zejména experimentální částicovou fyzikou a astrofyzikou. V letech 2007–2017 byl ředitelem Fyzikálního ústavu AV ČR, od roku 2017 je členem akademické rady a místopředsedou Akademie věd České republiky.

## Život a dílo
Jan Řídký v roce 1970 maturoval na Střední všeobecně vzdělávací škole v Nymburce (Gymnázium Bohumila Hrabala) a pak vystudoval teoretickou jadernou fyziku na Matematicko-fyzikální fakultě Univerzity Karlovy v Praze (1970–1975). Stal se pracovníkem Fyzikálního ústavu ČSAV. V roce 1983 obhájil kandidátskou dizertační práci (titul CSc.). Několik let pracoval  v zahraničí ve Spojeném ústavu jaderných výzkumů v Dubně a v Evropská organizaci pro jaderný výzkum (CERN).
Ve Fyzikálním ústavu AV ČR byl v letech 1991–2005 vedoucím oddělení experimentální fyziky částic, v letech 2005–2007 byl vedoucím sekce optiky. Od roku 2007 zastával funkci ředitele ústavu až do roku 2017, kdy se stal členem akademické rady  a místopředsedou Akademie věd ČR pro oblast věd o neživé přírodě.
Jako pedagog působí na Matematicko-fyzikální fakultě UK a na Přírodovědecké fakultě Univerzity Palackého v Olomouci, kde se v roce 2008 habilitoval. V roce 2010 získal titul DrSc. a v roce 2014 byl jmenován profesorem aplikované fyziky.
Prof. Řídký je autorem nebo spoluautorem více než 500 vědeckých publikací, a také autorem nebo spoluautorem několika patentů (např. Jaderný terčík a zařízení pro výrobu radioizotopů obsahující tento jaderný terčík, Ultralehké zrcadlo fluorescenčního detektoru).

### Ocenění
Práce o anizotropii směru příletů ultraenergetického kosmického záření byla vyhodnocena mezinárodním vědeckým časopisem Physics World jako jedna z 10 průlomových prací ve fyzice roku 2017. V roce 2019 byl prof. Řídký oceněn Českou astronomickou společností přednesením čestné tzv. Kopalovy přednášky.